# Arslan Prodimpex
Arslan Prodimpex este o companie producătoare de biscuiți și napolitane din România, înființată în anul 1993.
Compania deține două unități de producție situate în orașe limitrofe Bucureștiului: Popești-Leordeni și Voluntari.
Unitatea din Popești–Leordeni funcționează din anul 1997 și produce biscuiți, iar cea din Pipera funcționează din 1996 și produce napolitane.
Compania este unul dintre cei cinci mari jucători de pe piața de napolitane ambalate din România, care dețin împreună 90% din piață.
„ARSLAN-BIFA” este marca înregistrată aflată în portofoliul companiei.
Arslan Prodimpex deține următoarele mărci:
- Biscuiți simpli: Petit Beurre, Picnic
- Biscuiți cu cremă diverse arome - ARSLAN, OLY, ROLLITO, ALFY, ASORT
- Biscuiți digestivi – METROPOL
- Biscuiți sărați: CONTES
- Napolitane – diverse arome: RIKKY, ARSLAN
- Produse glazurate: SPECIALITATE ARSLAN, MALLOW, PAPESO, LUXURIANT, JUYFULLY, NAPOLITANE GLAZURATE